# Parc national Benito Juárez
Le parc national Benito Juárez (espagnol : Parque nacional Benito Juárez) est un parc national du Mexique situé en Oaxaca. Il protège une partie de la Sierra Madre de Oaxaca.